# Křinec
Křinec – miasteczko i gmina w Czechach, w powiecie Nymburk, w kraju środkowoczeskim. Według danych z dnia 1 stycznia 2013 liczyła 1 319 mieszkańców.
W miejscowości jest stacja kolejowa Křinec.